# Gros-Morne (Francia)
Gros-Morne è un comune francese di 10.826 abitanti situato nel dipartimento d'oltre mare della Martinica.